# Комарово (Хвойнинський район)
Комарово (рос. Комарово) — присілок в Хвойнинському районі Новгородської області Російської Федерації.
Населення становить 22 особи. Входить до складу муніципального утворення Юбілейнинське сільське поселення.

## Історія
Від 2005 року входить до складу муніципального утворення Юбілейнинське сільське поселення

## Населення
| 2009 | 2010 |
| ---- | ---- |
| 17   | ↗22  |